# Pandora Nox

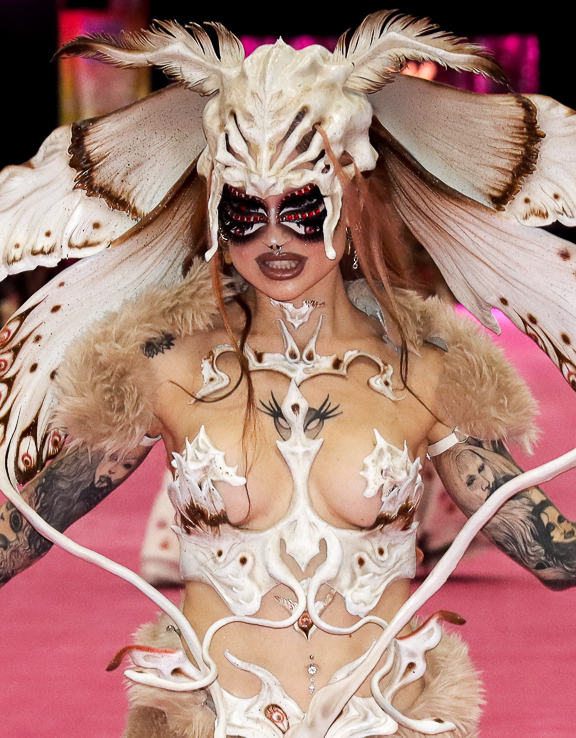
Pandora Nox bei RuPaul's DragCon in Los Angeles, 2024

Pandora Nox ist eine österreichische Drag-Künstlerin und die Gewinnerin der ersten Staffel der Fernsehshow Drag Race Germany, deren Erstausstrahlung am 5. September 2023 begann. Sie ist damit weltweit die erste cisgeschlechtliche Frau, die eine der Staffeln des gesamten Drag-Race-Franchises gewann. Pandora Nox, die bereits als Kind mit Drag experimentierte, ohne den Begriff zu kennen, lebt und arbeitet in Wien auch als Tänzerin, Choreographin, Contortionistin, Make-up Artist und DJane. Pandora Nox' Künstlerinnenname besteht aus Pandora, dem bürgerlichen Vornamen der Performerin sowie Nox, der Göttin der Nacht und des Chaos in der römischen Mythologie und ist zudem eine Anspielung auf die Büchse der Pandora (englisch: Pandora's Box) aus der griechischen Mythologie.

Zu ihrem Status als erste cis Gewinnerin einer Drag-Race-Staffel nimmt Nox von in einem Interview folgendermaßen Stellung:
Theoretisch sollte es überhaupt keine Rolle spielen, dass ich eine cis Frau bin, weil bei Drag geht es absolut nicht um das Geschlecht. Aber es gibt natürlich noch viele, die anderer Meinung sind oder die Drag per se als etwas wahrnehmen, was halt cis Männer machen, die sich – unter Anführungszeichen – als Frau verkleiden. Und deswegen spielt es in dieser Hinsicht dann doch eine wichtige Rolle, um genau auf das Thema aufmerksam zu machen, dass es eben keine Rolle spielen sollte.